# Adelophryne mucronatus
Adelophryne mucronatus é uma espécie de anfíbio da família Eleutherodactylidae. Endêmica do Brasil, pode ser encontrada nos municípios de Itacaré, Ilhéus e Una, no estado da Bahia.